# شهدخوار گلوارغوانی
شهدخوار گلوارغوانی (نام علمی: Leptocoma sperata) نام یک گونه از تیره شهدخواران است.